# Quartier d'Agrément (Saint-Martin)
Agrément est un quartier de la partie française de l’île de Saint-Martin, aux Antilles. Ce quartier est voué à être englobé dans l'extension du chef-lieu Marigot.

## Localisation[1]
Agrément est situé à l'est de Marigot, au sud du rond-point de la RN7 qui va en direction de Grand-Case (et son aéroport régional de l'Espérance), face à la Zone d'activité de Galisbay, attenant et à l'est du Hameau-du-Pont.

## Environnement naturel
Les seuls biotopes pseudo naturels subsistants sont sur les pentes et les sommets des mornes alentour. « Pseudo naturels » car ces surfaces ont été déboisées à partir du XVIIe siècle pour laisser place à la culture de la canne à sucre, puis utilisés en pâturages pour l'élevage au XIXe siècle à nos jours. Ainsi ce sont plutôt des savanes à herbe de guinée régulièrement incendiées par écobuage ou des halliers abandonnés. Toutefois, il subsiste encore des coiffes de forêt aux sommets de certains mornes.

## Risques naturels
La zone près du rond-point sur la RN7 est susceptible de subir des inondations.

## Pollutions
- Pollution des eaux de la nappe phréatique possible par les rejets d'hydrocarbures (huiles usagée des moteurs, etc.).
- De nombreux déchets issus de la consommation urbaine parsèment l'espace public.

## Historique de son urbanisation
- Le hameau d'Agrément est issu de l'habitation-sucrière « Hope »[3] active de 1777 à 1850[4].
- Les plus anciennes maisons sont celles établies autour des ruines de l'ancienne sucrerie « Hope ».
- Ces trente dernières années, l'accroissement étalé de l'urbanisation a mis en continuité ce quartier avec son voisin le « Hameau-du-Pont »,
- Les résidences de la côte du « Morne Valois » (qui n'a jamais été cité en tant que « quartier »), sont associées à ce quartier d'Agrément.

## Lieux remarquables et particularités
- Au centre du rond-point attenant de la RN7 est érigée une statue de la liberté noire.
- À la suite du cyclone Luis, une petite résidence de Logements locatifs sociaux (LLS) y a été construite.